# فشن شو مال

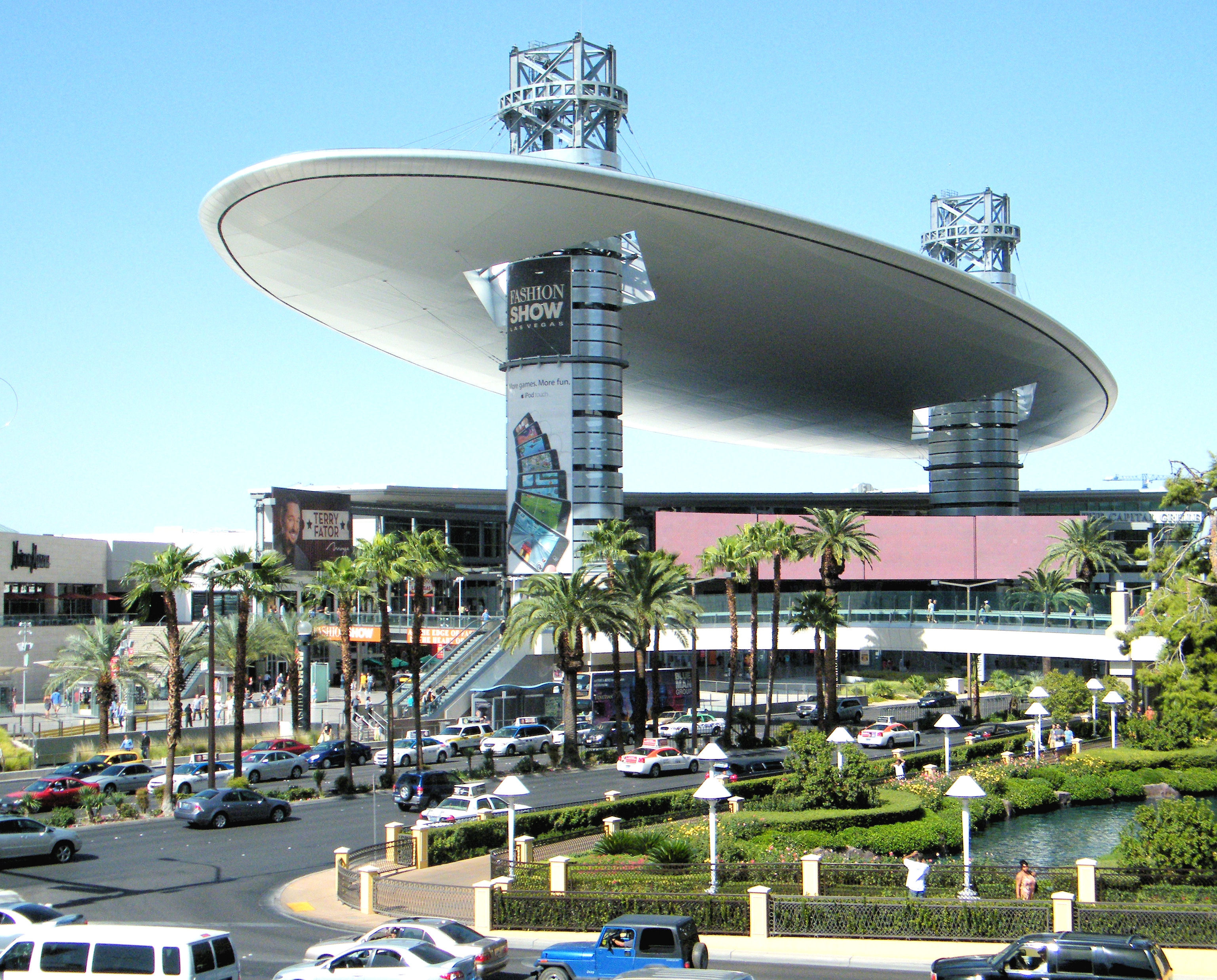
ورودی مرکز خرید فشن شو مال لاس وگاس

فشن شو مال یا مرکز خرید نمایش مُد (به انگلیسی: Fashion Show Mall) تأسیس ۱۹۸۱، نام یکی از معتبرترین مراکز خرید در لاس وگاس است. 
این مرکز در نوار لاس وگاس قرار دارد، و سالیانه ۱۰ میلیون نفر بازدید کننده دارد.

## نگارخانه

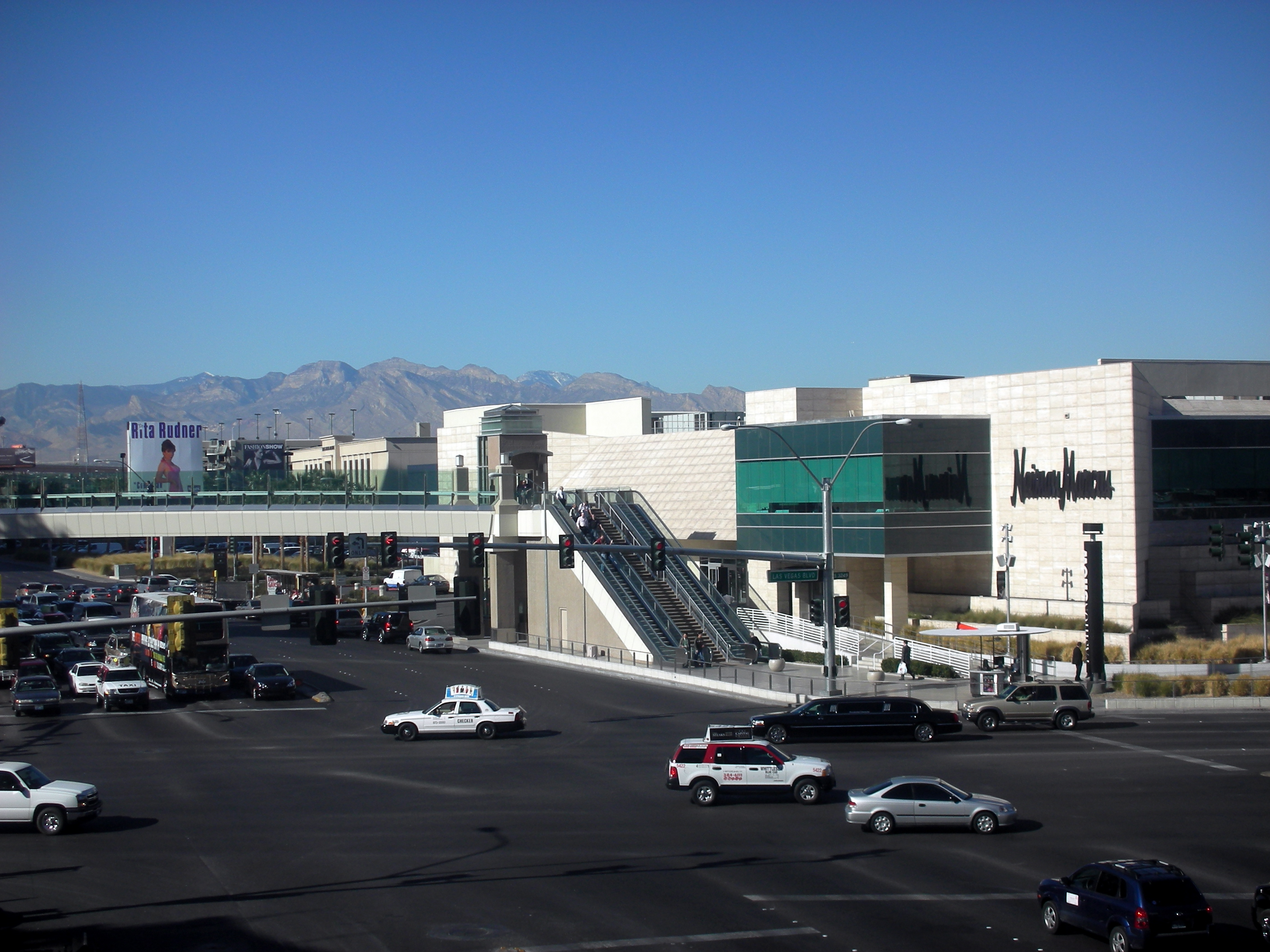
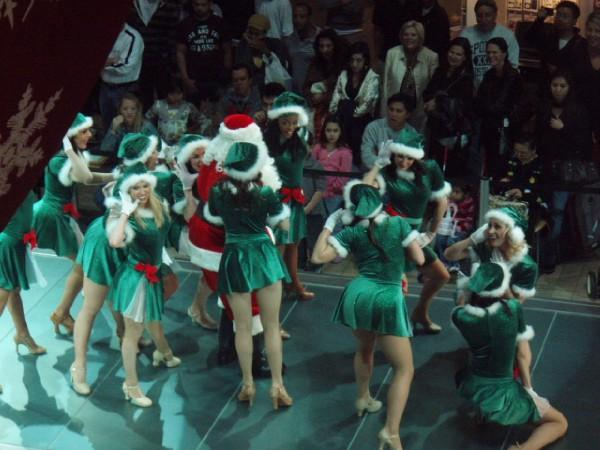
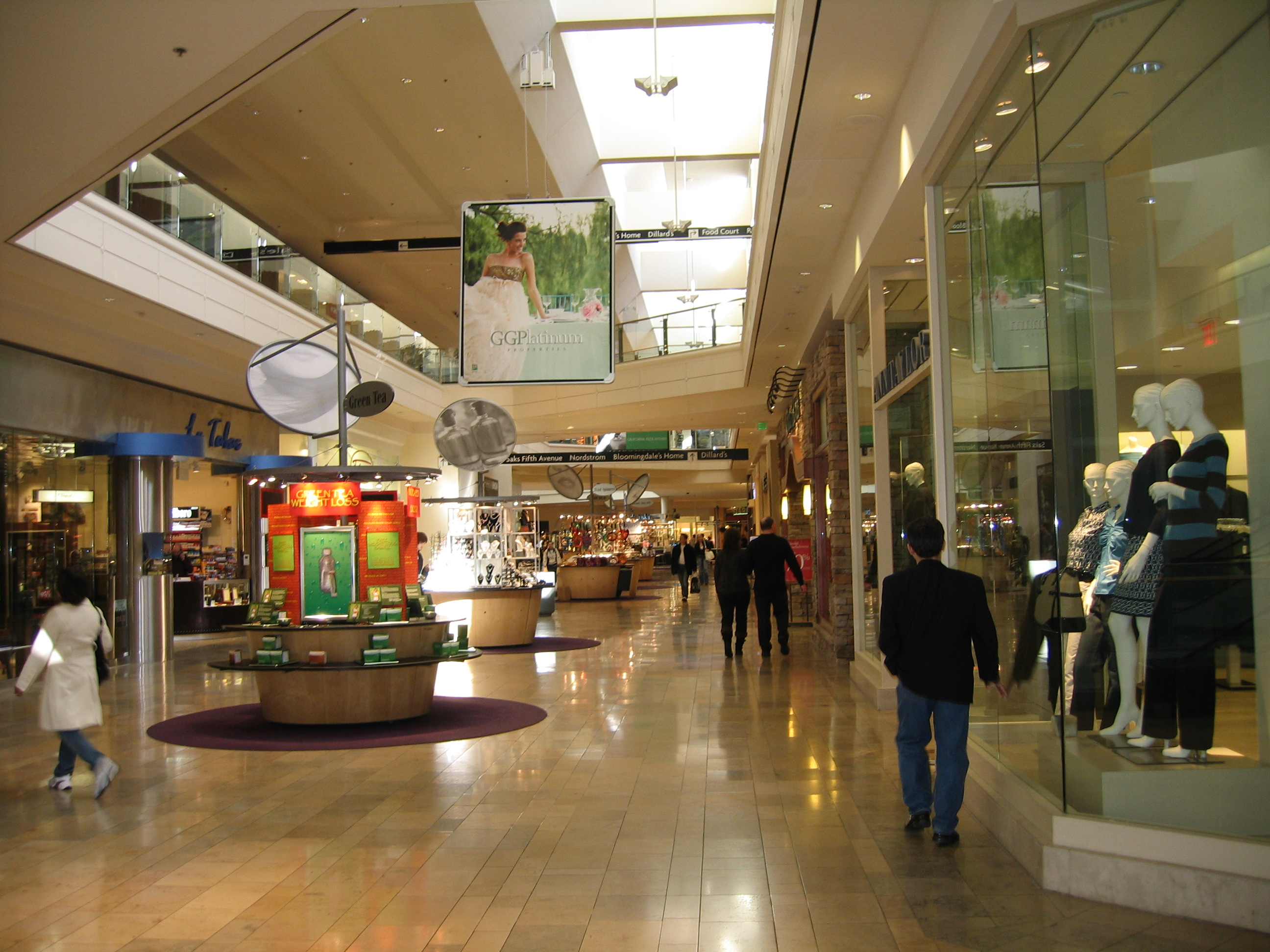
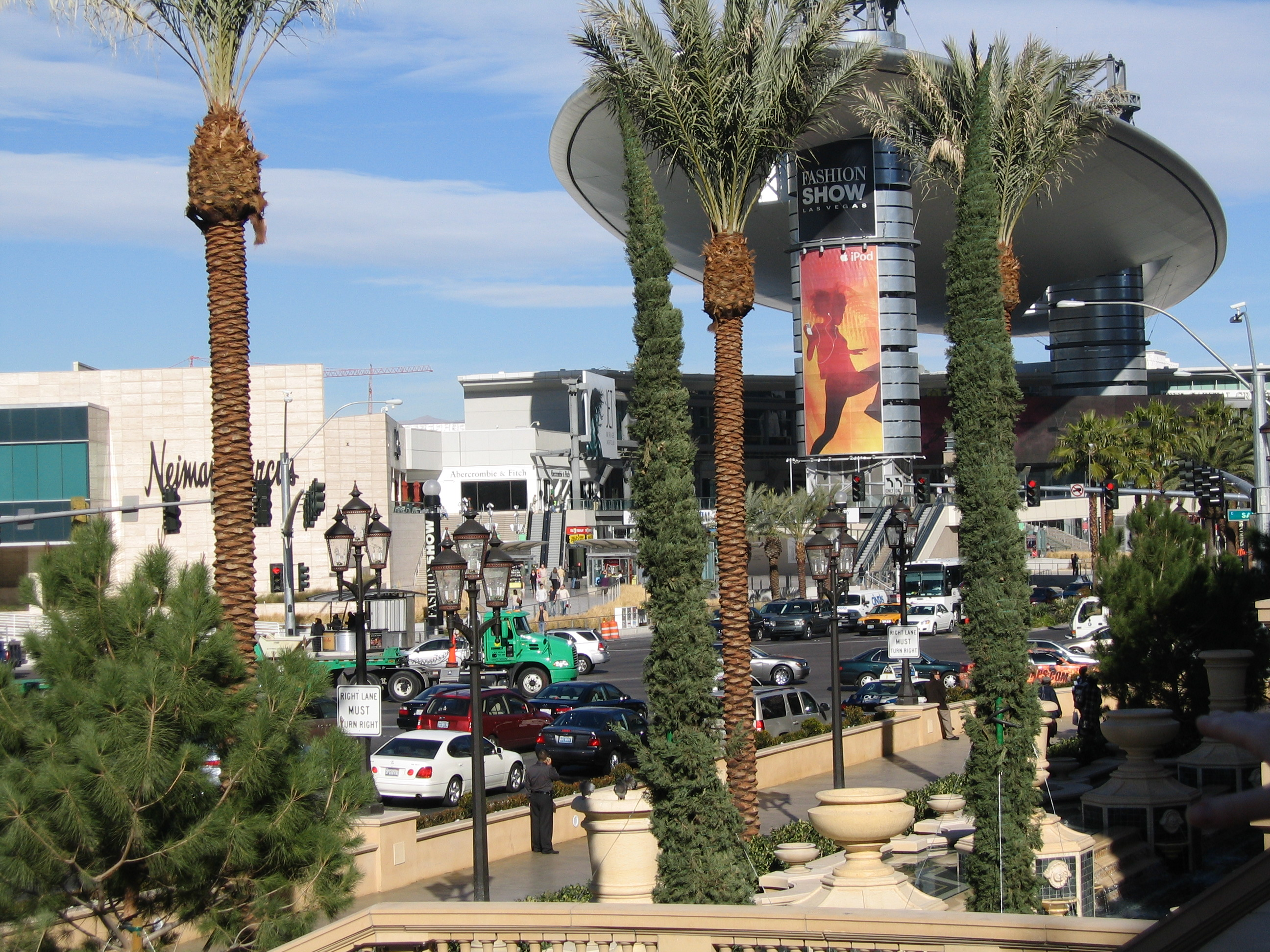